# 在学
在学（ざいがく）とは、学校などの教育施設に学籍をおいていること。在学している者は、在学者（ざいがくしゃ）と言う。
休学、停学をしている場合の「在学」は、修業年限（修業期間）には通算されない。また、休学中、停学中の場合、学校にはいないため「在学しているとは言えないのではないか」という意見もある。